# اوکلند، شهرستان براکن، کنتاکی
اوکلند (به انگلیسی: Oakland) یک منطقهٔ مسکونی در ایالات متحده آمریکا است که در شهرستان براکن، کنتاکی واقع شده‌است. اوکلند ۲۴۵٫۹۸ متر بالاتر از سطح دریا واقع شده‌است.